# Pentapedilum daitojekeum
Pentapedilum daitojekeum är en tvåvingeart som beskrevs av Sasa och Suzuki 2001. Pentapedilum daitojekeum ingår i släktet Pentapedilum och familjen fjädermyggor. Inga underarter finns listade i Catalogue of Life.